# Đảo ngược Brunhes-Matuyama

Các đảo cực địa từ hiện đại và thang địa thời tính bằng Ma (triệu năm)

Đảo ngược Brunhes-Matuyama là một sự kiện địa chất xảy ra khoảng 786.000 năm trước đây, khi xảy ra Đảo cực địa từ. Nó được đặt tên theo hai nhà nghiên cứu người Pháp Bernard Brunhes và người Nhật Matuyama Motonori.

## Tổng quan
Các thống kê cho thấy sự kiện đảo cực địa từ xuất hiện cách nhau một khoảng thời gian ngẫu nhiên, từ 0,1 đến 1 triệu năm, và trung bình 450.000 năm. Trong 83 triệu năm qua có 184 khoảng đảo cực. Cho đến nay, các nhà nghiên cứu tin rằng quá trình đảo cực như vậy là một sự phát triển kéo dài trong khoảng 1.000 đến 10.000 năm.
Tuy nhiên theo nghiên cứu được công bố trong tháng 7 năm 2014, Đảo ngược Brunhes-Matuyama đã xảy ra 786.000 năm trước đây lại diễn ra trong vòng chưa đầy 100 năm. Các xác định tuổi tuyệt đối bằng agon-agon đầu tiên thực hiện cho mẫu trầm tích ở một hồ cổ ở Sulmona gần Roma (Italia) cho ra những kết quả chính xác.
Đảo ngược Brunhes-Matuyama được Ủy ban quốc tế về địa tầng học (ICS) chọn là một Phẫu diện và điểm kiểu địa tầng ranh giới toàn cầu (GSSP), dấu đánh dấu sự khởi đầu của phụ thế Pleistocen giữa, còn gọi là kỳ Ionia.
Điều này có nghĩa là, nó dùng được cho định tuổi các trầm tích hoặc dung nham trẻ ở đại dương.
| Hệ/ Kỷ | Thống/ Thế | Bậc/ Kỳ             | Tuổi (Ka) | Tuổi (Ka) |
| --- | ---------- | ------------------- | --------- | --------- |
| Đệ Tứ | Holocen    | Meghalaya           | 0         | 4,250     |
| Đệ Tứ | Holocen    | Northgrip           | 4,250     | 8,236     |
| Đệ Tứ | Holocen    | Greenland           | 8,236     | 11,70     |
| Đệ Tứ | Pleistocen | 'Trên'/Muộn         | 11,70     | 129,0     |
| Đệ Tứ | Pleistocen | Chibania hay 'Giữa' | 129,0     | 774,0     |
| Đệ Tứ | Pleistocen | Calabria            | 774       | 1.806     |
| Đệ Tứ | Pleistocen | Gelasia             | 1.806     | 2.588     |
| Tân Cận | Pliocen    | Piacenza            | 2.588     | 3.600     |
| Ghi chú và tham khảoSubdivision of the Quaternary Period according to the ICS, as of May 2019. For the Holocene, dates are relative to the year 2000 (e.g. Greenlandian began 11,700 years before 2000). For the beginning of the Northgrippian a date of 8,236 years before 2000 has been set. The Meghalayan has been set to begin 4,250 years before 2000. 'Tarantian' is an informal, unofficial name proposed for a stage/age to replace the equally informal, unofficial 'Upper Pleistocene' subseries/subepoch. In Europe and North America, the Holocene is subdivided into Preboreal, Boreal, Atlantic, Subboreal, and Subatlantic stages of the Blytt–Sernander time scale. There are many regional subdivisions for the Upper or Late Pleistocene; usually these represent locally recognized cold (glacial) and warm (interglacial) periods. The last glacial period ends with the cold Younger Dryas substage. |            |                     |           |           |

## Những đảo cực địa từ kế tiếp trong quá khứ
Sự kiện Laschamp là một đảo cực địa từ kế tiếp, diễn ra khoảng 41.400 (± 2.000) năm trước, trong thời kỳ băng hà cuối cùng. Nó được xác nhận đầu tiên vào năm 1967, khi quan sát thấy đảo cực địa từ trong dòng dung nham Laschamp ở quận Clermont-Ferrand nước Pháp. Đảo ngược diễn ra trong khoảng thời gian 260 năm rồi từ trường quay trở lại.

## Đảo cực trong tương lai
Các phép đo được thực hiện từ năm 1830 đến nay đã chỉ ra rằng cường độ từ trường Trái Đất đã giảm trong 150 năm qua là gần 10%, và trăm năm qua khoảng 6%.
Điều này có nghĩa là khi trục từ thay đổi khoảng 500 km so với trục quay của Trái Đất trong 200 năm qua, có thể được suy cho thực tế rằng từ trường Trái Đất bắt đầu cuộc đảo cực địa từ mới.